# Thomas Taylour, I marchese di Headfort
Thomas Taylour, I marchese di Headfort (18 novembre 1757 – 24 ottobre 1829), è stato un nobile e politico irlandese.

## Biografia
Era il figlio di Thomas Taylour, I conte di Bective, e di sua moglie, Jane Rowley.

## Carriera
Taylour rappresentò Kells nella Camera dei Comuni irlandese (1776-1790). Successivamente rimase membro del Parlamento per Longford Borough fino al 1794 e poi per Meath fino al 1795, quando succedette al padre come conte. Divenne marchese di Headfort nel 1800. Ha ricoperto l'incarico di Lord of the Bedchamber (1812-1829).

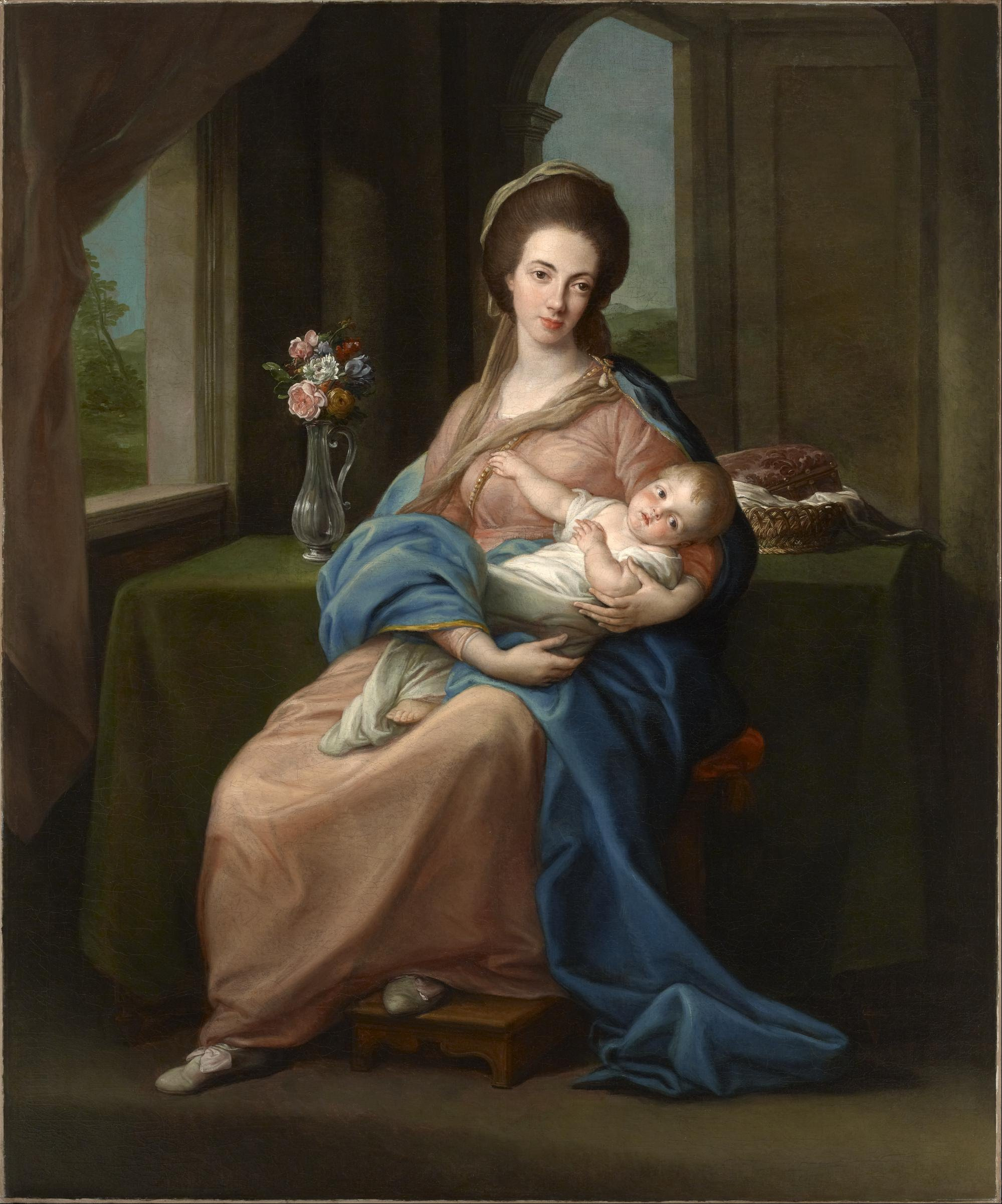
Ritratto della marchesa di Headfort con la figlia Mary, di Pompeo Batoni (1782), Museum of Fine Arts, Houston

## Matrimonio
Sposò, il 5 dicembre 1778, Mary Quin (?-12 agosto 1842), figlia di George Quin e Caroline Cavendish e la nipote di Valentine Quin e Mary Widenham. Valentine Quin era figlio del conte di Dunraven e Mount-Earl (1752-1824), che era anche primo Visconte Mount-Earl. La fuga d'amore di Headfort nel 1803 con la moglie del reverendo Massey produsse una causa, di 10.000 sterline di danni e, per il querelante, uno dei discorsi più famosi di John Philpot Curran. Ebbero sei figli:
- una figlia;
- Lady Mary Taylour (20 gennaio 1782-?);
- una figlia;
- Thomas Taylour, II marchese di Headfort (4 maggio 1787-6 dicembre 1870);
- Lady Elizabeth Jane Taylour (20 agosto 1790-?);
- Lord George Quin (10 marzo 1792-6 febbraio 1888), sposò Lady Georgiana Spencer, ebbero quattro figli.